# Lukas Sieper
Lukas Sieper, né le 22 mars 1997 à Bergisch Gladbach (Allemagne), est un homme politique allemand. Membre du Parti du progrès, il est élu député européen le 9 juin 2024.

## Biographie
En 2020, il fonde le Parti du progrès à Cologne avec Thomas Greis et Carlo Lüdorf. Il est le porte-parole de son parti, qui l'a nommé tête de liste pour les élections européennes de 2024. Il est élu député européen le 9 juin 2024.